# 潘潘 (日本)
潘潘（日语：パンパン），是二次大戰後日本红灯区为驻日美军提供性服务的妓女。
1946年3月26日驻日美军下令关闭日本特殊慰安设施协会所有慰安所后，许多美军慰安妇被转到红灯区私营妓院继续为美军服务。为控制性病在占领军中的泛滥，驻日美军时常以防止感染性病为理由，将看起來像潘潘的日本女人强行拉到吉原病院（今東京都立台東病院）进行阴道检查，误抓事件时有发生。
松本清張作品《零之焦點》（ゼロの焦点, 1959）便以潘潘女郎為主題。

## 称呼
潘潘泛指没有固定客户的日本妓女。那些有固定客户被美军包养的妓女则被称为“安丽”，英文“ONLY”的谐音，也被称为“Only -San”。
- 那些专门服务欧美人的潘潘也被称为「洋潘潘」[4]。
- 那些专门服务白人的潘潘也被称为「白潘潘」、「山羊潘潘」（因为白人像山羊一样白）[4]
- 那些专门服务黑人的潘潘也被称为「黒潘潘」[4]

## 词源
有关“潘潘”一词的来源存在多种说法，无定论：
- 来自美军带入日本的印尼语詞[5]「妻子、女人」[6]。
- 来自冲绳俗语中艺妓乐器三线[5]
- 占领军深夜敲击美军慰安所门的声音[7]